# Ocrepeira duocypha
Ocrepeira duocypha es una especie de araña de la familia Araneidae.

## Localización y características
Es una especie que se distribuye por Perú.
Estas arañas varían mucho en color, forma y tamaño, miden entre 2 a 30 mm, tienen ocho ojos dispuestos en dos filas horizontales, los machos son generalmente más pequeños que las hembras y comúnmente carecen de la coloración llamativa.